# ACM Enduro X4
ACM Enduro X4 je terénní automobil, který v letech 1990 až 1992 vyráběla italská automobilka ACM. Jednalo se o předělaný automobil ARO 10. Vůz měl masku chladiče v barvě karoserie, nástavce blatníků a ochranný rám.  K pohonu sloužil vznětový čtyřválec Volkswagen o objemu 1595 cm³ a výkonu 75 koní nebo jiný motor o objemu 1588 cm³ a výkonu 53 koní. Od roku 1991 se do vozu montoval turbodiesel 1,6 litru o výkonu 69 koní. 